# دو رنگین کمان
«دو رنگین کمان» یا رنگین کمان دوبل ترانه‌ای از هنرمند اهل ایالات متحده آمریکا کیتی پری است. این ترانه در آلبوم منشور (آلبوم کیتی پری) قرار داشت.